# Лоза (Московская область)
Лоза —  посёлок в Московской области России. Входит в  Сергиево-Посадский городской округ. Население — 3138 чел. (2021).

## История
Совсем молодой, в сравнении с другими поселениями Сергиево-Посадского района, он был основан в начале второй половины XX-го столетия, вокруг местечка под названием «Царь-Дар» с церковью Святой Равноапостольной Марии Магдалины (1902 г. постр.) — летней резиденцией Александро-Мариинского дома призрения, где жили дети-сироты.
Церковь в местечке «Царь-Дар» — это корни, дальние истоки Лозы, но современный вид поселка сформировался за вторую половину XX века. Название посёлка возникло от аббревиатуры «Лаборатория Опытного ЗАвода». Некоторое время новое поселение было скрыто на географических картах — здесь размещался завод, специалисты которого производили подшипники для космических и межконтинентальных баллистических ракет, космических станций и для иной военной техники — Сергиево-Посадский опытный завод НПО ВНИПП.
В 2006—2019 годах являлся центром сельского поселения Лозовское Сергиево-Посадского муниципального района.

## Население
| 2002 | 2006  | 2010  | 2021  |
| ---- | ----- | ----- | ----- |
| 2960 | ↘2872 | ↘2775 | ↗3138 |